# إريك بيرس
اريك بيرس (بالإنجليزية: Eric Pearce)‏ هو لاعب هوكي الحقل أسترالي، ولد في 29 أكتوبر 1931.

## وصلات خارجية
- اريك بيرس على موقع أوليمبيديا (الإنجليزية)
- اريك بيرس على موقع اللجنة الأولمبية الأسترالية (الإنجليزية)
- اريك بيرس على موقع قاعة أستراليا للمشاهير الرياضية (الإنجليزية)